# Smida Jazz Festival
Smida Jazz Festival este un festival internațional anual de jazz care se desfășoară din 2016, la Smida, în Parcul Natural Apuseni. 

## Istoric
Prima ediție a festivalului a fost în anul 2016 și de atunci are loc la fiecare an în Smida.

## Artiști (selecție)
- 2016: Essential Notes, Arcus Trio, Loop Doctors, İlhan Erșahin, Exit Oz, Sebastian Spanache Trio, Uptake Quartet, Studnitzky  Quartet
- 2017: Jazzybit, The Kandinsky Effect, Tingvall Trio, Trompetre (Petre Ionutescu), Sickpicnic, GoGo Penguin, Iordache, Eric Vloeimans' Gatecrash, Bugge Wesseltoft's New Conception of Jazz
- 2018: Muntet, Immortal Onion, Portico Quartet, KRiSPER, Lőrinc Barabás Quartet, Kimmo Pohjonen, Paperjam, Sons Of Kemet, Spirit Cave - Marilyn Mazur, Nils Petter Molvær, Eivind Aarset, Jan Bang
- 2019: Nik Bärtsch's Ronin, James Holden & The Animal Spirits, Mammal Hands, Phronesis, Szun Waves, Leo Betzl Trio, Deus Ex Quartet, Paolo Profeti European Collective, Flatsharks, Grey Paris